# أبو منشار المحيط
أبو منشار المحيط (الاسم العلميPristis pristis)، سمكة بحرية من جنس أبو منشار وفصيلة المنشارية، كبير الجثة طوله نحو خمسة أمتشار. يوجد في المحيط الأطلسي. يكثر قرب الشواطئ الأفريقية.